# Vézières

Vézières este o comună în departamentul Vienne, Franța. În 2009 avea o populație de 349 de locuitori.